# Ваньяма, Виктор
Ви́ктор Мугуби́ Ванья́ма (англ. Victor Mugubi Wanyama; 25 июня 1991 года, Найроби) — кенийский футболист, полузащитник. Выступал за сборную Кении.

## Клубная карьера
После окончания средней школы Виктор учился в ДЮСШ «JMJ» на протяжении трех лет, в течение которых он также играл за команду кенийской Премьер-лиги «АФК Леопардс». В 2007 году он присоединился к шведскому клубу «Хельсингборг», однако в связи с уходом его брата Макдональда в «Парму» в 2008 году он также покинул команду.
Летом 2008 года Ваньяма подписал четырёхлетний контракт с клубом «Жерминаль Беерсхот». Дебют молодого полузащитника в чемпионате Бельгии состоялся в конце сезона 2008/09. В сентябре 2009 года он был оштрафован на 100 евро и дисквалифицирован на три игры за фол на Матиасе Суаресе.
Летом 2010 года клуб шотландской Премьер-лиги «Селтик» пытался подписать с Виктором контракт, но «Жерминаль» игрока не отпустил. Также Ваньямой интересовался московский ЦСКА. 11 декабря 2010 года на 77-й минуте матча против «Вестерло» он забил свой первый гол за «Беерсхот». В апреле 2011 года он снова получил три матча дисквалификации за удар локтем игрока «Кортрейка».
9 июля 2011 года подписал четырёхлетний контракт с «Селтиком», сумма сделки составила 900 тыс. фунтов стерлингов. В клубе он выбрал игровой номер «67», в честь победы «кельтов» в финале Кубка европейских чемпионов в 1967 году. Он стал первым кенийцем в команде. Ваньяма дебютировал в составе «кельтов» 21 августа 2011 года в проигранном со счётом 0:1 матче против «Сент-Джонстона». Он играл в центре обороны, а не на своей любимой позиции хавбека. Он вышел на замену в конце выигранного со счётом 4:0 матча против «Мотеруэлла», а затем весь второй тайм матча Кубка шотландской лиги против «Росс Каунти», выигранного «кельтами» со счётом 2:0. 29 сентября он дебютировал в Лиге Европы в матче против «Удинезе» (1:1). 10 декабря Виктор забил свой первый гол за «Селтик» на «Селтик Парк», ударом с 25 ярдов поразив верхний угол ворот «Харт оф Мидлотиан».
23 июня 2016 года клуб Премьер-лиги «Тоттенхэм Хотспур» объявил о переходе Виктора Ваньямы. Сумма трансфера составила 11 миллионов фунтов, а срок контракта — 5 лет.
3 марта 2020 года Ваньяма перешёл в клуб MLS «Монреаль Импакт», подписав трёхлетний контракт по правилу назначенного игрока. За канадский клуб дебютировал 10 марта 2020 года в первом матче четвертьфинала Лиги чемпионов КОНКАКАФ 2020 против гондурасской «Олимпии». 9 сентября 2020 года в матче против «Торонто» забил свой первый гол за «Монреаль». 4 октября 2022 года Ваньяма объявил о своём уходе из «КФ Монреаль» после завершения сезона, но 6 января 2023 года он заключил с канадским клубом новый двухлетний контракт по правилу назначенного игрока.

## Международная карьера
Ваньяма дебютировал в национальной сборной Кении в мае 2007 года, когда ему было всего 15 лет, в товарищеской игре против Нигерии. Этот матч не был официальным товарищеским матчем ФИФА и не учитывается в статистике футболиста. Ваньяма сыграл за сборную 64 матча, забил семь голов. Также он принял участие во всех шести матчах в квалификации чемпионата мира 2010.

## Достижения
«Селтик»
- Чемпион Шотландии (2): 2011/12, 2012/13
- Обладатель Кубка Шотландии: 2012/13

«Тоттенхэм Хотспур»
- Финалист Лиги чемпионов: 2018/19

## Личная жизнь
Ваньяма родился в спортивной семье. Его брат, Макдональд Марига — также футболист. Его отец Ной Ваньяма в 1980-х играл за «АФК Леопардс», а сестра — профессиональная баскетболистка.

## Статистика выступлений
| Выступление          | Выступление      | Выступление      | Лига | Лига | Кубки | Кубки | Континент | Континент | Прочие | Прочие | Итого | Итого |
| Клуб                 | Лига             | Сезон            | Игры | Голы | Игры  | Голы  | Игры      | Голы      | Игры   | Голы   | Игры  | Голы  |
| -------------------- | ---------------- | ---------------- | ---- | ---- | ----- | ----- | --------- | --------- | ------ | ------ | ----- | ----- |
| Беерсхот             | Про-лига         | 2008/09          | 1    | 0    | —     | —     | —         | —         | —      | —      | 1     | 0     |
| Беерсхот             | Про-лига         | 2009/10          | 19   | 0    | 1     | 0     | —         | —         | —      | —      | 20    | 0     |
| Беерсхот             | Про-лига         | 2010/11          | 30   | 2    | 4     | 0     | —         | —         | —      | —      | 34    | 2     |
| Беерсхот             | Итого            | Итого            | 50   | 2    | 5     | 0     | —         | —         | —      | —      | 55    | 2     |
| Селтик               | Премьершип       | 2011/12          | 29   | 4    | 7     | 0     | 5         | 0         | —      | —      | 41    | 4     |
| Селтик               | Премьершип       | 2012/13          | 32   | 6    | —     | —     | 10        | 2         | —      | —      | 42    | 8     |
| Селтик               | Итого            | Итого            | 61   | 10   | 7     | 0     | 15        | 2         | —      | —      | 83    | 12    |
| Саутгемптон          | Премьер-лига     | 2013/14          | 23   | 0    | 1     | 0     | —         | —         | —      | —      | 24    | 0     |
| Саутгемптон          | Премьер-лига     | 2014/15          | 32   | 3    | 6     | 0     | —         | —         | —      | —      | 38    | 3     |
| Саутгемптон          | Премьер-лига     | 2015/16          | 30   | 1    | 2     | 0     | 3         | 0         | —      | —      | 35    | 1     |
| Саутгемптон          | Итого            | Итого            | 85   | 4    | 9     | 0     | 3         | 0         | —      | —      | 97    | 4     |
| Тоттенхэм Хотспур    | Премьер-лига     | 2016/17          | 36   | 4    | 4     | 0     | 7         | 1         | —      | —      | 47    | 5     |
| Тоттенхэм Хотспур    | Премьер-лига     | 2017/18          | 18   | 1    | 5     | 0     | 1         | 0         | —      | —      | 24    | 1     |
| Тоттенхэм Хотспур    | Премьер-лига     | 2018/19          | 13   | 1    | 3     | 0     | 6         | 0         | —      | —      | 22    | 1     |
| Тоттенхэм Хотспур    | Премьер-лига     | 2019/20          | 2    | 0    | 1     | 0     | 1         | 0         | —      | —      | 4     | 0     |
| Тоттенхэм Хотспур    | Итого            | Итого            | 69   | 6    | 13    | 0     | 15        | 1         | —      | —      | 97    | 7     |
| Клёб де Фут Монреаль | MLS              | 2020             | 21   | 2    | —     | —     | 2         | 0         | 1      | 0      | 24    | 2     |
| Клёб де Фут Монреаль | MLS              | 2021             | 27   | 2    | 1     | 0     | —         | —         | —      | —      | 28    | 2     |
| Клёб де Фут Монреаль | MLS              | 2022             | 32   | 1    | 0     | 0     | 4         | 0         | 2      | 0      | 38    | 1     |
| Клёб де Фут Монреаль | MLS              | 2023             | 22   | 0    | 2     | 0     | —         | —         | —      | —      | 24    | 0     |
| Клёб де Фут Монреаль | Итого            | Итого            | 102  | 5    | 3     | 0     | 6         | 0         | 3      | 0      | 114   | 5     |
| Всего за карьеру     | Всего за карьеру | Всего за карьеру | 367  | 27   | 37    | 0     | 39        | 3         | 3      | 0      | 446   | 30    |